# Alexandre Bautier
Pour les articles homonymes, voir Bautier.
Alexandre Bautier est un médecin, botaniste et homme politique français né le 13 mai 1801 à Rouen (Seine-Inférieure) et mort le 9 avril 1883 à Dieppe (Seine-Inférieure).
Il est brièvement maire de Dieppe en 1848 puis est élu député la même année. Pendant son mandat, il participe à l'élaboration de la Constitution du 4 novembre 1848.

## Biographie
D'abord négociant à Louviers à vingt ans, il doit changer de carrière à la suite de mauvais résultats. Il commence des études de médecine à la Faculté de Paris. À la suite d'un infection contractée au cours d'une dissection, il part se soigner en Italie et en profite pour voyager : la Suisse, la Belgique et l'Angleterre, avant de revenir à Paris en 1827. Il y publie La Flore parisienne. Il est docteur en médecine en 1830 et s'installe à Rouen puis à Dieppe. Conseiller municipal, puis adjoint, il devient provisoirement maire de Dieppe au début de la Deuxième République. Il est élu député de la Seine-Inférieure aux élections de 1848, et siège de 1848 à 1849 à l'Assemblée nationale constituante, où il contribue à l'élaboration de la nouvelle Constitution. Il siège d'abord au centre gauche, puis évolue vers la droite.

« Il sera organisé, dans toutes les villes de France, des Comités d'approvisionnement pour les classes pauvres. 
 Les Comités achèteront en gros et au meilleur prix les denrées susceptibles de conservation, telles que vins, cidre, bierre, légumes, etc., et les cèderont en détail au prix coûtant, augmenté seulement des menus frais de magasinage et du traitement des préposés. 
 La vente sera faite au comptant. 
 Les premiers fonds nécessaires pour l'approvisionnement d'un mois, seront fournis par le percepteur du canton, et remboursés par le Comité, dans le délai de deux mois au plus. 
 Les citoyens Ministres de l'intérieur et des finances, sont chargés, chacun en ce qui le concerne, de prescrire les mesures qu'ils jugeront le plus convenables pour atteindre le but proposé. »

— Par le citoyen Al. Bautier, présentée le 9 juin 1848
Le 26 août 1848, il vote en faveur de poursuites contre Louis Blanc et Marc Caussidière, les meneurs de la manifestation du 15 mai. Le 18 septembre, il vote pour l'abolition de la peine de mort. Le 11 mai 1849, il vote contre la demande de mise en accusation du président de la République demandée par Ledru-Rollin.

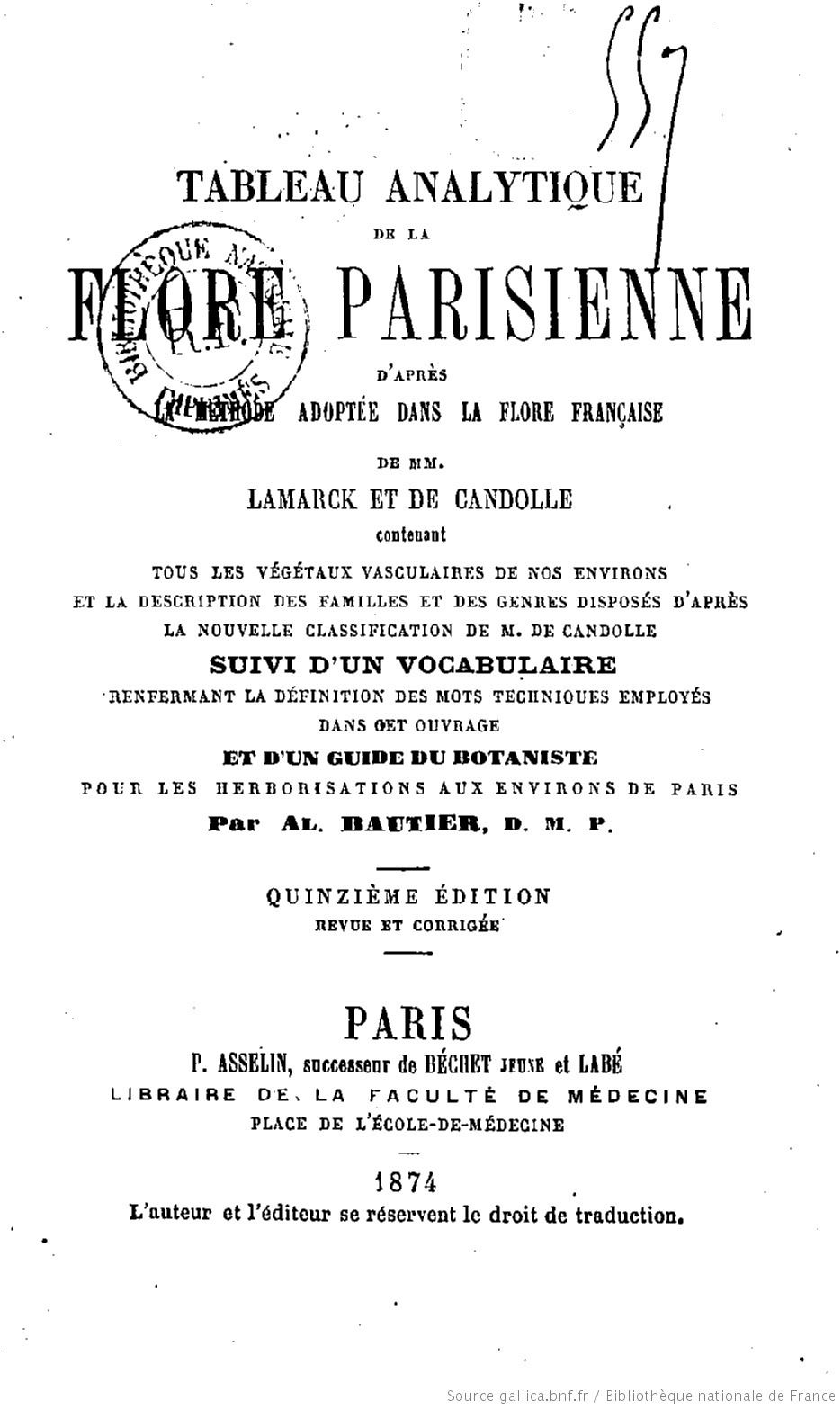
Tableau analytique de la flore parisienne (1874).

Il échoue à être réélu en 1849, et retourne à Dieppe où il se consacre à son métier et à l'écriture de ses ouvrages sur la flore française.

### Famille et vie privée
Alexandre épouse le 1er février 1842, à l'âge de 40 ans, Adélaïde Leguest (1822-1896), de près de 20 ans sa cadette. De cette union nait une fille :
- Blanche Bautier (1844-1908), qui épouse Félix Legros, fils du (futur) maire de Dieppe Alexandre-Éloy Legros.

## Publications
- Guide du botaniste pour les herborisations aux environs de Paris, Paris, Labé, 1857[4].
- Flores partielles de la France comparées, Paris, P. Asselin, 1868[5].
- Tableau analytique de la flore parisienne, d'après la méthode adoptée dans la "Flore française" de MM. de Lamarck et de Candolle, Paris, Béchet jeune, 1879[6].